# Rancho Viejo, Tlaltetela
Rancho Viejo är en ort i Mexiko.   Den ligger i kommunen Tlaltetela och delstaten Veracruz, i den sydöstra delen av landet, 230 km öster om huvudstaden Mexico City. Rancho Viejo ligger 1 471 meter över havet och antalet invånare är 161.
Terrängen runt Rancho Viejo är huvudsakligen kuperad, men åt nordväst är den bergig. Runt Rancho Viejo är det ganska tätbefolkat, med 214 invånare per kvadratkilometer. Närmaste större samhälle är Huatusco de Chicuellar, 8,7 km söder om Rancho Viejo. I omgivningarna runt Rancho Viejo växer huvudsakligen savannskog.